# Passiflora pilosicorona
Passiflora pilosicorona là một loài thực vật có hoa trong họ Lạc tiên. Loài này được Sacco mô tả khoa học đầu tiên năm 1973.